# LR-87
LR-87 byl raketový motor na kapalné pohonné látky, vyvinutý na konci 50. let 20. století americkou společností Aerojet. Jedná se o světově první a jediný raketový motor, který je schopen (s úpravami) spalovat všechny tři nejpoužívanější druhy raketového paliva, kapalný kyslík a RP-1, kapalný kyslík a vodík a oxid dusičitý a aerozin 50 (směs 50% MMH a 50% UDMH). Byl používán na prvním stupni raket Titan, v roce 1986 byl zvažován pro koncepci těžké nosné rakety s nosností 45 000 kg Barbarian MM. Technicky se jedná o motor s otevřeným cyklem a regenerativně chlazenou tryskou a spalovací komorou, pozdější verze mají přídavné ablativně chlazené obruby. LR-87 posloužil jako předloha pro jeho menšího bratříčka LR-91, který je používán na druhém stupni raket Titan.

## Varianty

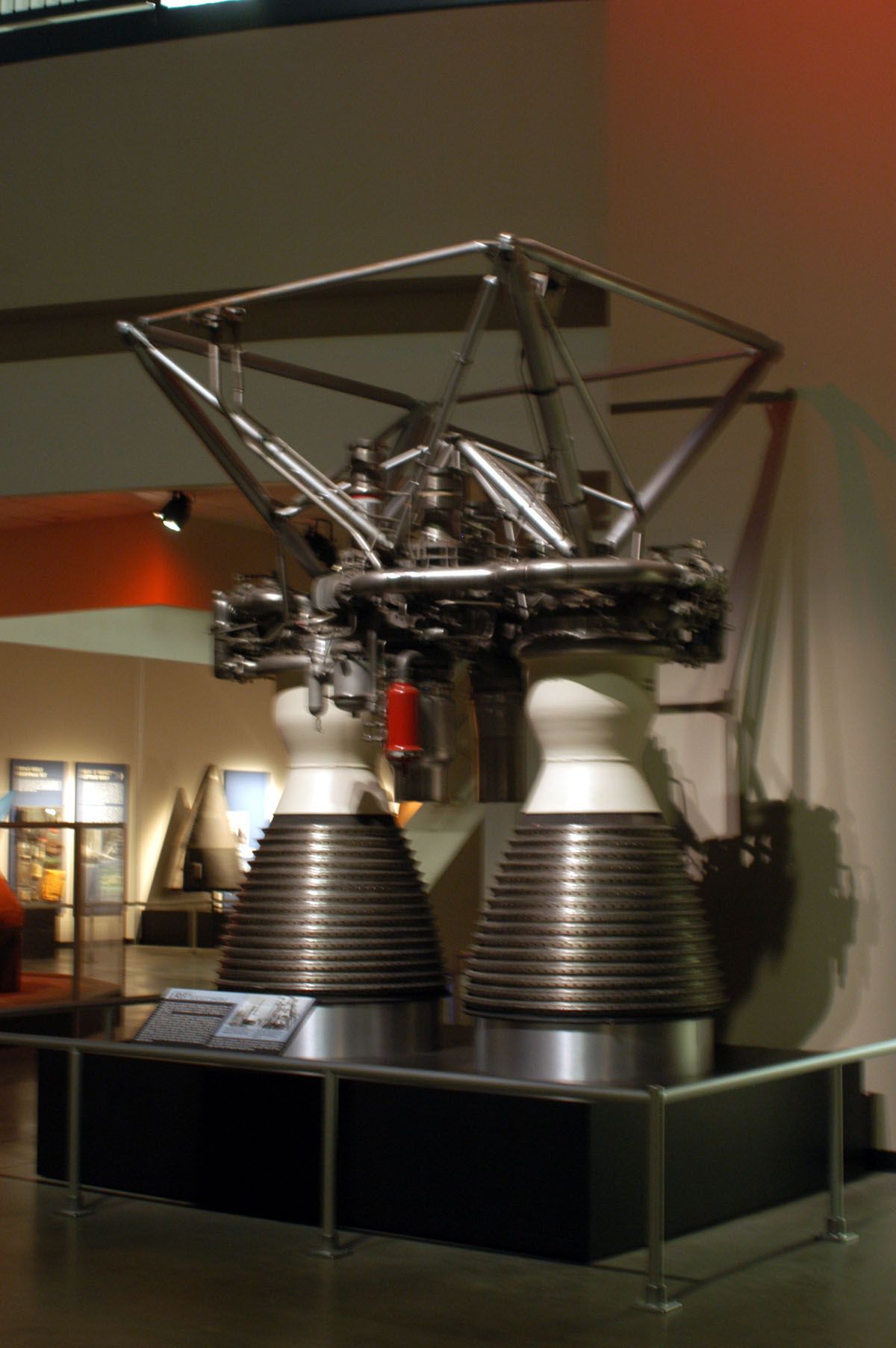
Motor LR-87 v National Museum of the United States Air Force, Dayton, Ohio

### LR-87-3
První používaná verze na raketách Titan I, spaloval kapalný kyslík a RP-1. Po vyřazení raket Titan I sloužil k různým účelům.
Provozní parametry
- tah (hladina moře) :647 kN
- tah (vakuum): 733 kN
- specifický impuls (vakuum): 2840 N.s/kg (290 s)
- specifický impuls (hladina moře): 2510 N.s/kg (256 sekund)
- doba zážehu: 139 sekund
- hmotnost: 839 kg
- délka: 3,13 m
- průměr: 1,53 m
- počet komor: 1
- tlak v komoře: 4000 kPa
- teplota v komoře: ~3300 °C
- expanzní poměr: 8:1
- poměr LOX/RP-1: 1,91:1
- poměr tah/hmotnost: 87,2

### LR-87-5
Upravená verze pro Titan II a použití nového paliva, oxidu dusičitého a aerozinu-50. Motor byl celkově lehčí a jednodušší než jeho předchůdce, částečně díky hypergolickým pohonným látkám (samozápalné), které nepotřebovaly zážehový systém.
Provozní parametry
- tah (hladina moře) : 956,5 kN
- tah (vakuum): 1096,8 kN
- specifický impuls (vakuum): 2910 N.s/kg (297 s)
- specifický impuls (hladina moře): 2540 N.s/kg (259 s)
- doba zážehu: 155 sekund
- hmotnost: 739 kg
- délka: 3,13 m
- průměr: 1,14 m
- počet komor: 1
- tlak v komoře: 5,4 MPa
- teplota v komoře: ~3000 °C
- expanzní poměr: 8:1
- spotřeba pohonných látek: 750 kg/s
- poměr NO2/Aerozin 50: 1,93:1
- poměr tah/hmotnost: 151,34

### LR-87-7

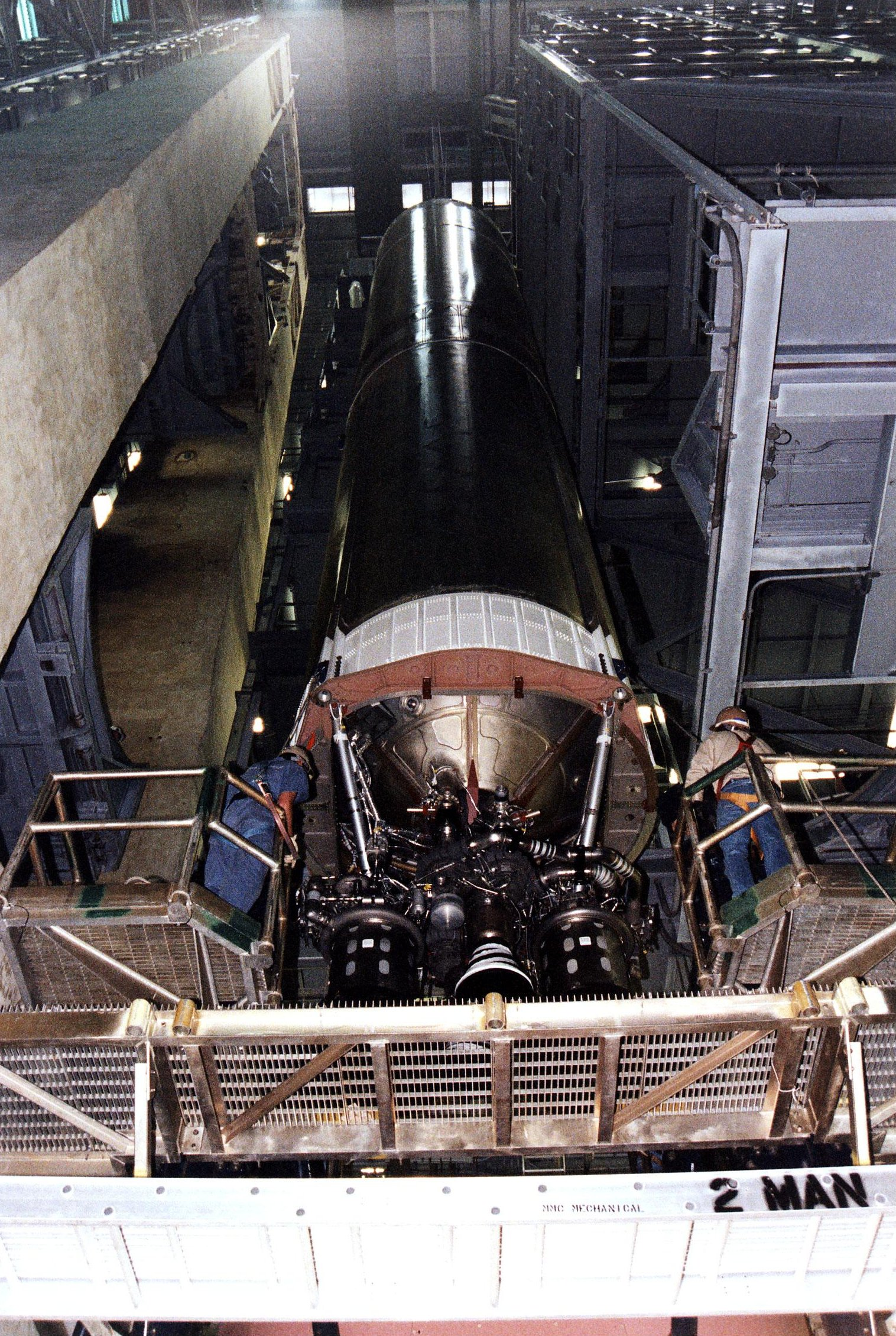
Spodní pohled na motory LR-87-11 při přípravě rakety Titan IVB

Modifikovaná verze LR-87-5 upravená pro potřeby programu Gemini. Parametry jsou podobné jako předchozí verze, má pouze nižší tlak v komoře a upravenou trysku, tah je také nepatrně nižší. Tato verze bylo používána pouze na raketách Titan 2 GLV
- LR-87-9 – použití na raných verzích Titanu 3
- LR-87-11 – pozdější verze Titan IIIB a Titan 4

### LR-87 LH2
Verze spalující kapalný kyslík a vodík. Vývoj probíhal současně s dalšími variantami na konci 50. let. Oproti LR-87-3 měl řadu změn souvisejících s použitím řidšího a chladnějšího kapalného vodíku. Změněny byli vstřikovače a palivová turbočerpadla. Proběhlo celkem 52 statických testů a všechny proběhli hladce, neobjevily se žádné závažné úniky paliva. Aerojet se zúčastnila výběrového řízení na nový motor pro druhý stupeň rakety Saturn IB a Saturn V. LR-87 LH2 byl nejlepší v 10 z 11 kritérií, NASA však vybrala Rocketdyne J-2. Získané zkušenosti posloužily při vývoji největšího raketového motoru všech dob, Aerojet M1
Zamýšlené parametry
- tah (vakuum): 667 kN
- specifický impuls (vakuum): 4420 N.s/kg (~450 s)
- hmotnost: ~700 kg
- délka: 4 m
- průměr: 1,13 m
- počet komor: 1